# Ibis (Hotel)

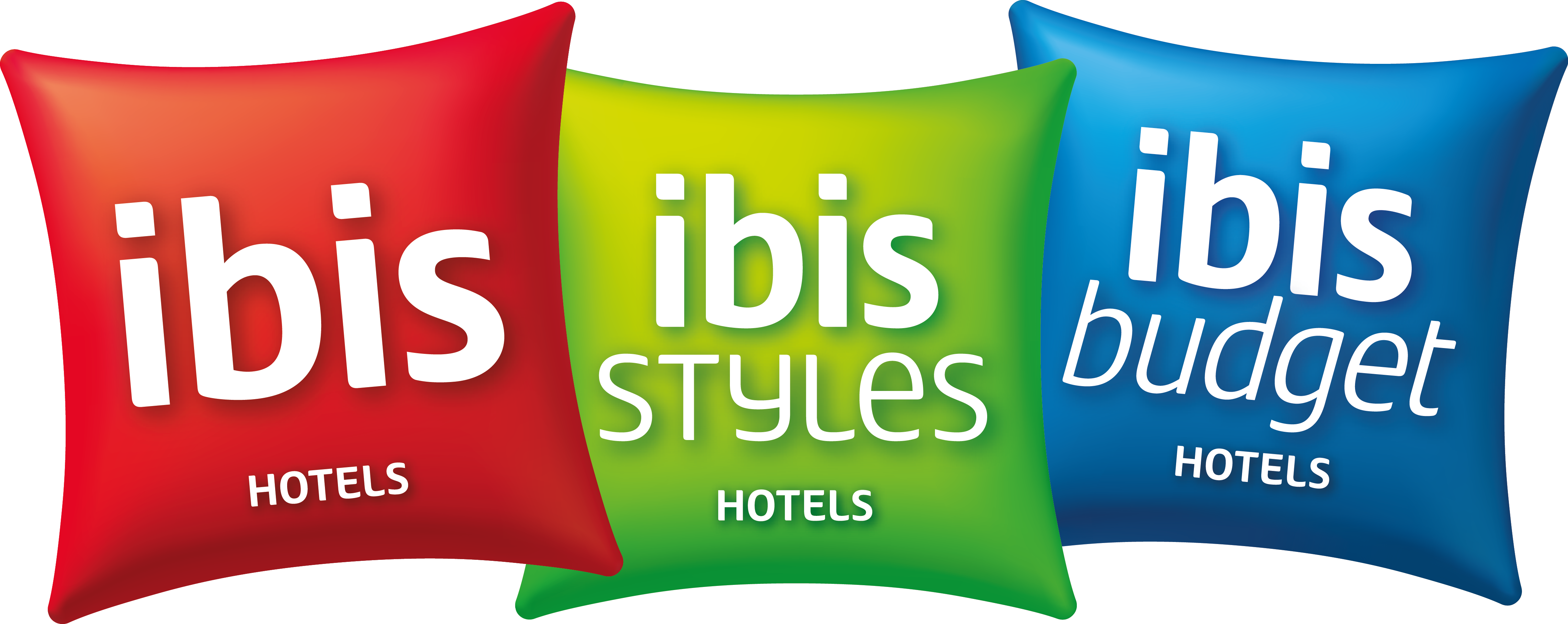
Logos der Hotelkette (seit 2012)

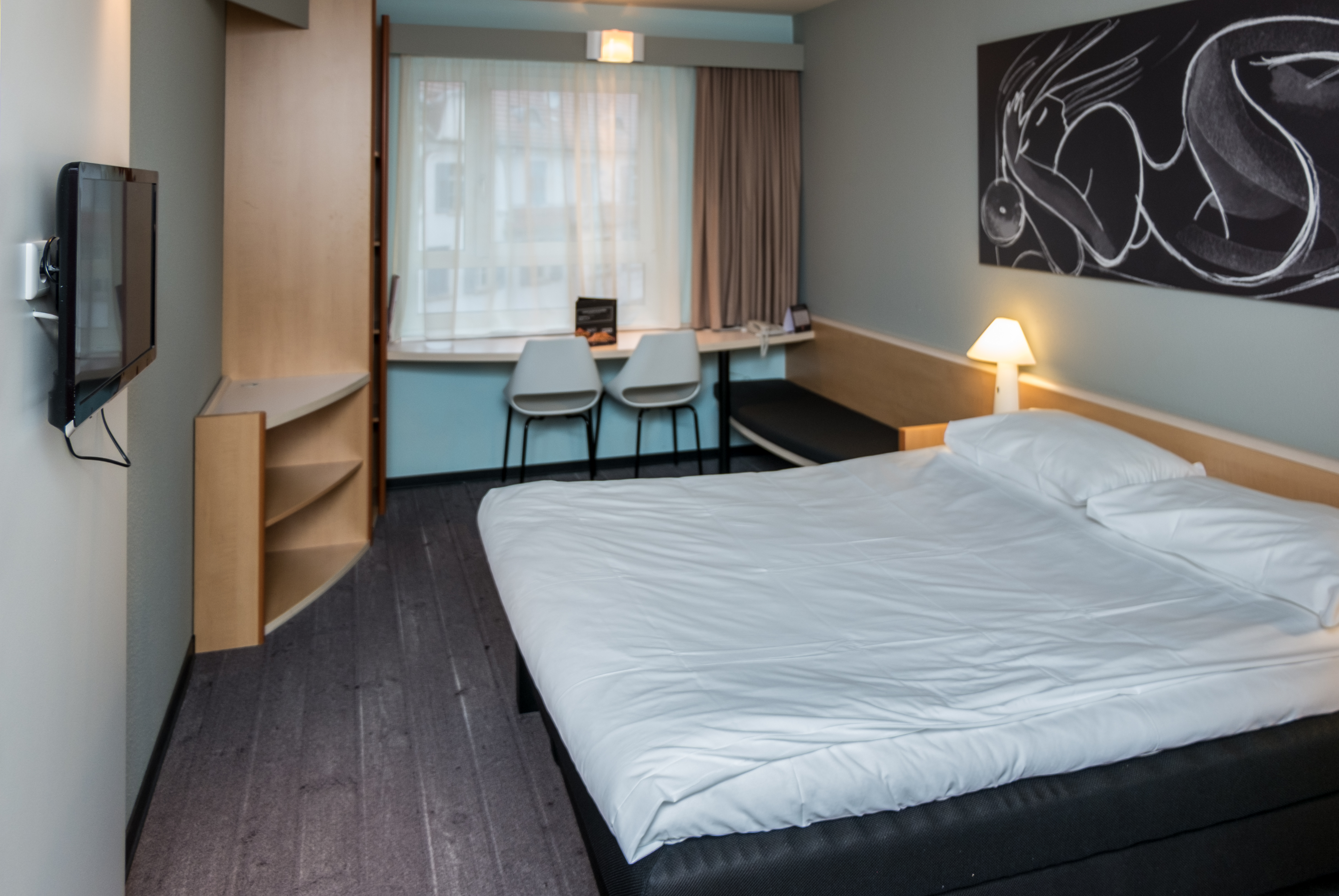
Zimmer im Ibis Bregenz

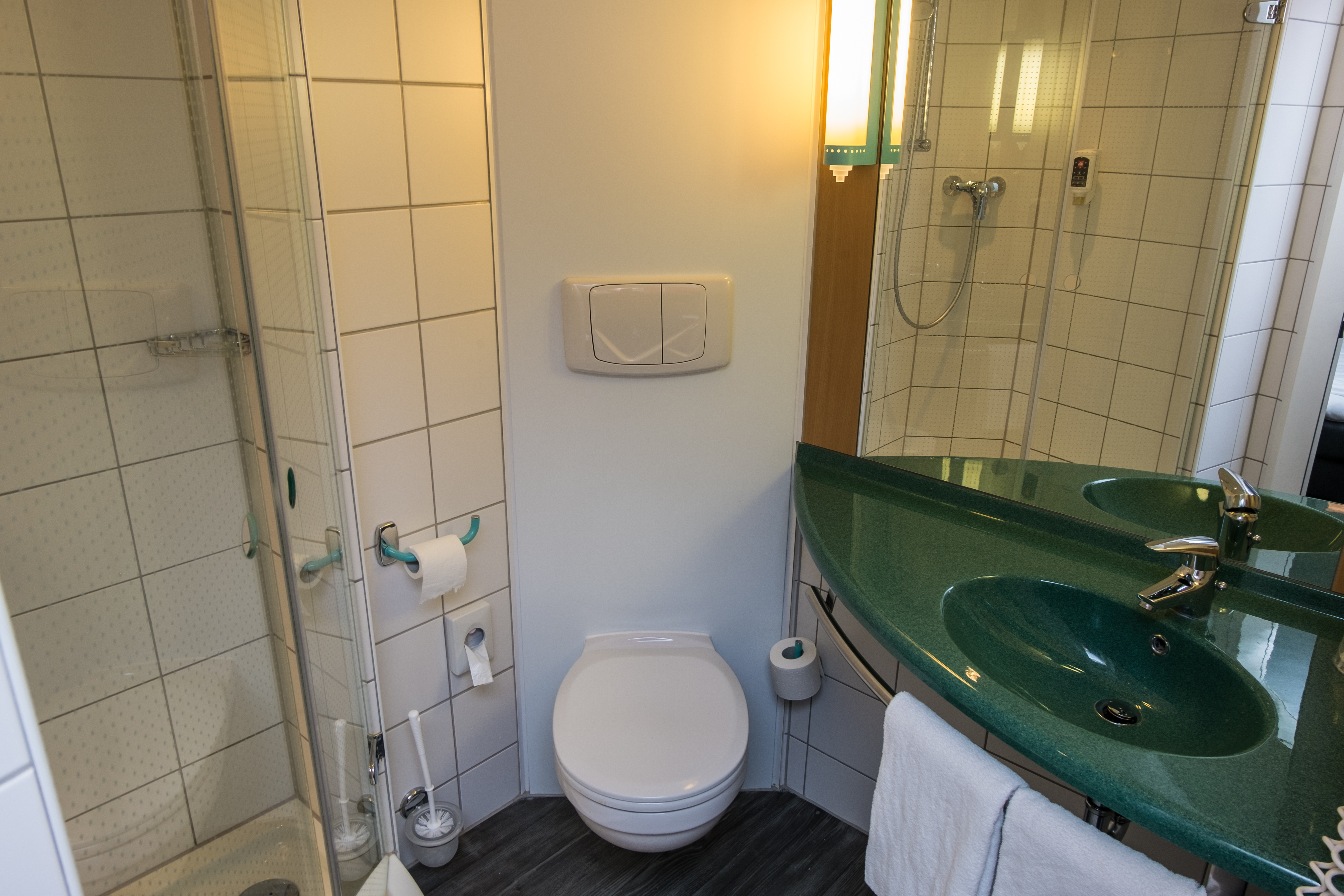
Badezimmer in einem Ibis-Hotel

Ibis (Eigenschreibweise ibis) ist eine Hotelkette des französischen Accor-Konzerns. Zu ihr gehören insgesamt 2639 Hotels (Stand Ende 2021) der Marken Ibis, Ibis Budget (ehemals Etap Hotels) und Ibis Styles (ehemals All Seasons). Die Hotelkette ist weltweit vertreten, die Mehrheit der Häuser befindet sich in Europa. Dort ist sie sowohl gemessen an der Zahl der Hotels als auch nach Zimmern die größte Hotelkette.

## Geschichte
Das erste Hotel der Kette wurde 1974 in Bordeaux, Frankreich, als 2-Sterne-Haus eröffnet. Kern des Konzepts war es, durch Abstriche etwa bei Größe und Ausstattung von Zimmern und Restaurants niedrigere Preise zu ermöglichen. Gästen sollte in jedem Haus der Hotelkette ein ähnlicher Standard geboten werden. Weitere Ibis-Hotels in anderen europäischen Ländern folgten. Während sich diese in den 1970er Jahren fast ausschließlich im Eigentum von Accor befanden, wurden in den 1980er und 1990er Jahren Ibis-Hotels oft mit Investment-, Management- oder Franchise-Partnern eröffnet. Die Hotelkette übernahm in erster Linie das Management der Häuser.
Nach der Deutschen Wiedervereinigung expandierte die Hotelkette auch in die neuen Bundesländer. Neben Mercure, ebenfalls Teil von Accor, übernahm auch Ibis einige ehemalige Interhotels. Die Marke entwickelte sich zum wichtigsten Bestandteil des weiteren Wachstums in Deutschland. Vereinzelt wurde Orbis als Marke für Hotels in zentraler Stadtlage verwendet, seit 1993 heißen aber auch diese Hotels wieder Ibis. Bis 1991 stieg die Zahl der Häuser auf über 250 weltweit. Das erste Hotel außerhalb Europas eröffnete in Fortaleza, Brasilien. 1992 trat Ibis in den australischen Markt ein, 1997 folgte das erste Haus in Marokko. Später verlagerte sich der Fokus auf Südamerika. Nach der Jahrtausendwende weitete Ibis seine Präsenz auf den arabischen und asiatisch-pazifischen Raum aus, beispielsweise mit Hotels in China, Kuwait, Russland und Indien.
1997 erhielt Ibis als erste Hotelkette im Economy-Bereich weltweit die ISO-9001-Zertifizierung.  Einzelne Häuser wurden nun auch als 3-Sterne-Hotel konzipiert. 2007 kündigte Accor an, noch stärker in Etap- und Ibis-Hotels zu investieren, wodurch beide Hotelketten mehr Gewicht im Konzern erlangten. In Deutschland wurden Franchise-Hotels immer wichtiger. 2011 benannte Accor die beiden Marken All Seasons und Etap zu Gunsten von Ibis um. Etap wurde durch Ibis Budget ersetzt, All Seasons durch Ibis Styles. Ibis bekam ein neues Branding, außerdem konzipierte Accor neue Betten für alle Hotels der Kette.

## Marken

### Häuser

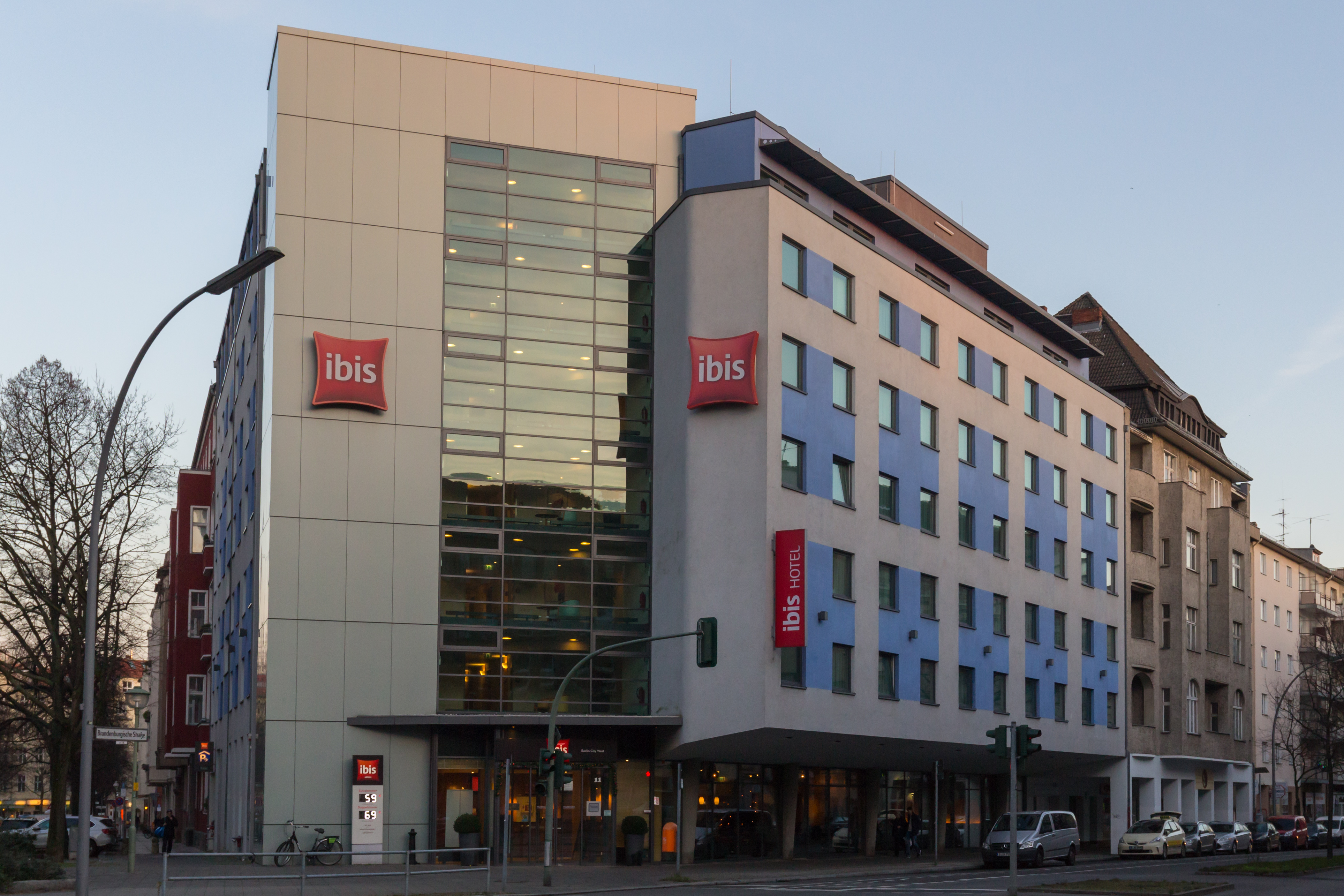
Ibis (heute B&B) in Berlin-Wilmersdorf (2015)

Ibis ist die zentrale Marke der Hotelkette. 2014 überschritt sie mit dem Haus am Kurfürstendamm in Berlin die Marke von 1.000 Hotels. Diese sind meist verkehrsgünstig gelegen, befinden sich im Stadtzentrum oder im Umkreis. In der Regel sind Ibis-Hotels mit einer Hotelbar, einzelne Häuser auch mit einem Restaurant ausgestattet. Es handelt sich oft um Garni-Hotels, in denen keine Mittags- und Abendküche angeboten wird. Jedoch werden rund um die Uhr Snacks zubereitet. Die Zimmer sind zumeist Doppelzimmer mit eigenem Bad (Dusche und Toilette) und Klimaanlage sowie Garderobe, Fernseher und Schreibtisch ausgestattet. Klimaanlagen sind jedoch zumeist in südlichen Gefilden anzutreffen. Als Erkennungsmerkmal dienen helle Holzmöbel und warme Brauntöne.

### Ibis Budget
Ibis Budget ist die Low-Cost-Marke der Hotelkette. Die Marke entstand durch die Eingliederung der ehemaligen etap-Hotels, die blaue Farbe im Firmenlogo wurde dabei beibehalten. Diese Hotels findet man häufig in der Nähe von Autobahnen oder Gewerbegebieten, zunehmend auch in zentraler Lage. Die kleinen Zimmer sind einfach ausgestattet: Sie haben ein französisches Bett mit Etagenbett darüber. Ferner verfügen sie über Stuhl und Tisch, Fernseher sowie häufig auch eine Klimaanlage. Dusche, Toilette und Waschtisch wurden entweder ins Zimmer integriert oder befinden sich in einem kleinen separaten Raum. In vielen Häusern gibt es keine 24-Stunden-Rezeption, aber einen  Selbstbedienungs-Check-in.

### Ibis Styles

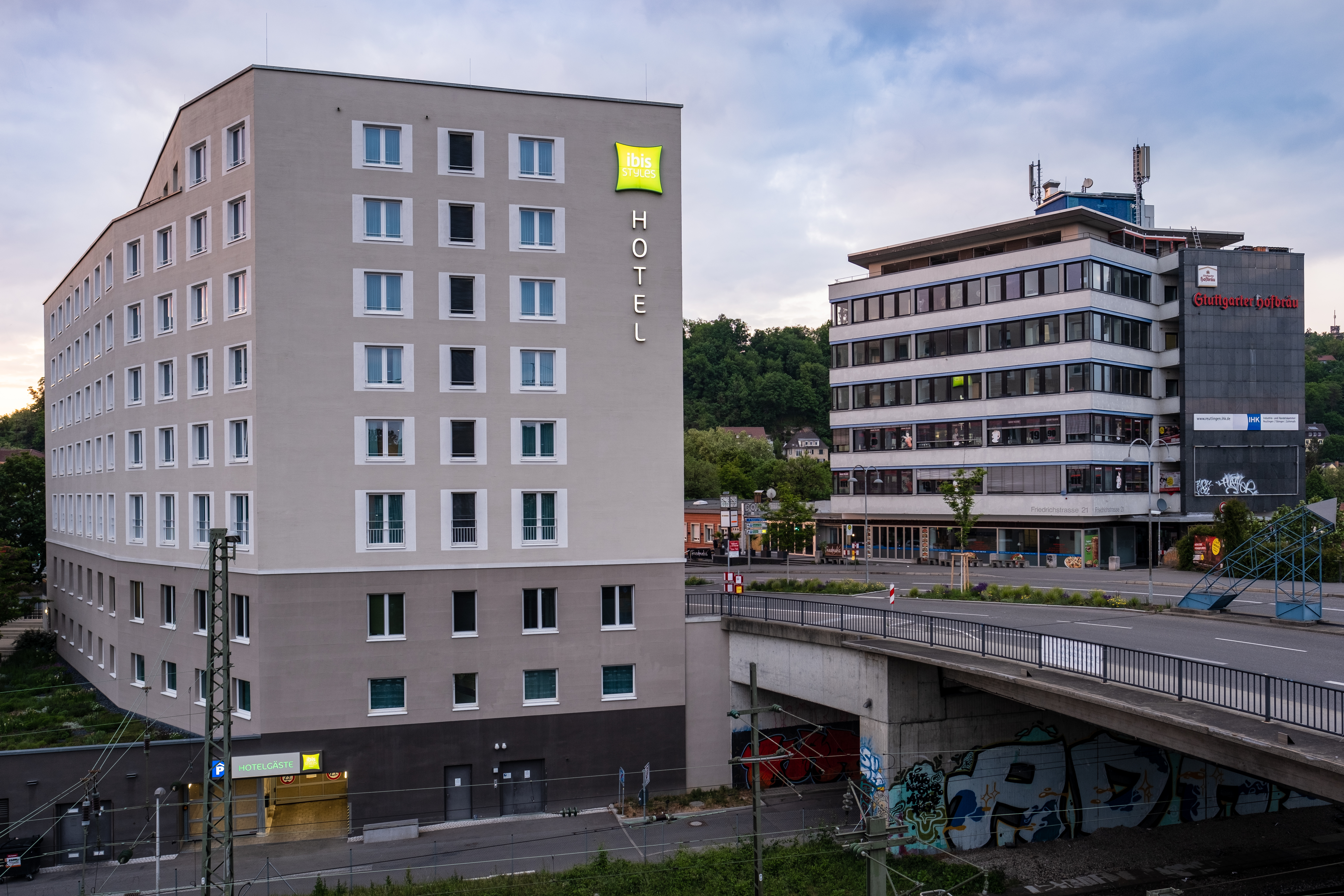
Ibis Styles in Tübingen

Ibis Styles ist die Design-Marke der Hotelkette. Die Hotels liegen im Stadtzentrum oder in der Nähe bekannter Sehenswürdigkeiten. Die Einzel- oder Doppelzimmer sind größer als bei Ibis Budget und Ibis, sie verfügen über ein Badezimmer mit Dusche und Toilette. Klimaanlage, Fernseher und ein größerer Schreibtisch gehören ebenfalls zum Standard. Bei Ibis Styles sind Frühstück und Internetzugang meist im Zimmerpreis enthalten. Ibis Styles orientiert sich an Boutique-Hotels und bietet ein erkennbar höherwertiges Interieur.

## Standorte
Ende 2021 gehörten 2639 Hotels zu Ibis. Diese sind wie folgt verteilt:
|                            | Ibis Hotels | Ibis Budget | Ibis Styles |
| -------------------------- | ----------- | ----------- | ----------- |
| Europa                     | 736         | 542         | 401         |
| Asien-Pazifik              | 163         | 48          | 130         |
| Nord- und Südamerika       | 180         | 64          | 49          |
| Afrika und Mittlerer Osten | 80          | 4           | 14          |
|                            | 1259        | 658         | 594         |